# Lepe
Lepe település Spanyolországban, Huelva tartományban. Lepe Isla Cristina, Villablanca, Ayamonte, Sanlúcar de Guadiana és Cartaya községekkel határos. Lakosainak száma 29 241 fő (2024).

## Népesség
A település népessége az utóbbi években az alábbiak szerint változott:
| Lakosok száma | 19 583 | 21 952 | 23 781 | 25 886 | 27 241 | 27 054 | 27 409 | 27 431 | 28 293 | 29 241 |
|               | 2001   | 2004   | 2006   | 2009   | 2011   | 2014   | 2016   | 2019   | 2021   | 2024   |